# Plettenberg
Plettenberg est une ville allemande située en Rhénanie-du-Nord-Westphalie, dans l'arrondissement de La Marck.

## Histoire
| Appartenances historiques Comté de Berg 1101-1161 Comté d'Altena 1161-1262 Comté de La Marck 1262-1807 Grand-duché de Berg 1807-1813 Royaume de Prusse (Province de Westphalie) 1815-1918 République de Weimar 1918-1933 Reich allemand 1933-1945 Allemagne occupée 1945-1949 Allemagne 1949-présent |